# Mendelovo gymnázium
Mendelovo gymnázium, Opava, příspěvková organizace je starší ze dvou opavských gymnázií, jehož vznik se datuje už do roku 1883. Je pojmenováno po slavném biologovi a zakladateli genetiky českého původu Johannu Gregorovi Mendelovi, který v Opavě v první polovině 19. století studoval na německém gymnáziu. Pravidelně se umísťuje v projektu Excelence na prvním místě v kraji a na předních příčkách v celé republice.

## Historie
V roce 1877 byla založena Matice opavská, jejíž hlavní náplní měla být péče o základní a střední školství v Opavě. Matice podala už v roce 1881 žádost, sepsanou Janem Zacpalem, Antonínem Grudou, Janem Kolofíkem a Františkem Stratilem, o vytvoření nižšího gymnázia. Tehdejší Ministerstvo kultury a vyučování však žádost zamítlo. V roce 1882 byla zaslána nová žádost s přesným finančním rozpočtem a této už bylo vyhověno. Dne 17. září 1883 bylo gymnázium slavnostně otevřeno. Sídlilo v budově na tehdejší Zámecké, dnes Sněmovní ulici. Prvním ředitelem gymnázia se stal Vincenc Prasek. Začátkem kalendářního roku 1899 bylo gymnázium převzato státem.
Až do roku 1910 docházeli na gymnázium pouze chlapci, hned následující rok však na školu nastupuje první dívka – Božena Davidová z Háje u Opavy. Ve školním roce 1917/1918 už je na škole vedeno devět dívek.
Od počátku 20. let fungovala pro přespolní středoškolská menza, existovala také stipendia nebo podpory pro žáky z chudších rodin (na školní výlety, pobyty v zotavovně, zubní pastu, poukázky na vánoční nadílku). Zásluhou rodičovského sdružení vznikla čítárna, byla zorganizována mléčná akce (svačinky), začaly být poskytovány knižní odměny. Byl zřízen školní rozhlas a zakoupeny promítací přístroje.
V roce 1961 byl přijat název Střední všeobecně vzdělávací škola.
V 70. letech došlo kvůli normalizaci k rozsáhlým změnám v pedagogickém sboru. Výuka byla vedena ve dvou větvích – humanitní a přírodovědné, prohloubil se však polytechnický ráz školy. V roce 1983 byla dokončena generální oprava budovy. Byla provedena úprava fasády a povrchu dvora. Poslední oprava fasády byla provedena v roce 2003.
V roce 1998 začalo fungovat osmileté gymnázium.
V roce 2022 byl také za účasti gymnázia vysazen Mendelův strom v blízkých Smetanových sadech.

## Aktivity a úspěchy školy
- Mendelovo gymnázium se pravidelně účastní týmové fyzikální soutěže vedené v angličtině Turnaj mladých fyziků (IYPT). Tým Mendelova gymnázia národní kolo této soutěže vyhrál následně v letech 2005, 2006, 2007, 2008, 2012, 2013-2018 a vždy reprezentoval Českou republiku na mezinárodních turnajích. V roce 2017 dovezl český tým z Mendelova gymnázia ze Singapuru stříbrnou medaili, v roce 2018 z Pekingu bronzovou medaili.
- V roce 2005 se student Mendelova gymnázia Ondřej Lejnar stal celorepublikovým vítězem SOČ v kategorii didaktické pomůcky.
- V roce 2005 se studenti Petr Dluhoš a Klára Lukášová stali celorepublikovými vítězi soutěže Space Camp Contest. Jako vítězové se v červenci téhož roku zúčastnili v USA astronautského výcviku ve výcvikovém středisku NASA.
- Studenti Mendelova gymnázia (Vojtěch Kudela a Tereza Sosíková) se stali vítězi stejné soutěže se i v roce 2006.
- Významných úspěchů na republiková scéně dosáhlo roku 2006 chlapecké družstvo stolních tenistů, které se kvalifikovalo i na mezinárodní turnaj středoškolských družstev v Šanghaji, v Číně.
- Škola už několik let udržuje družbu se středními školami v belgickém Monsu, a ve slovenském Martinu, delegace z Mendelova gymnázia tato města a školy každoročně navštěvují.
- Škola se v roce 2005 rozhodla začít každoročně vydávat literární almanach studentských prací pod jménem Zrcadlení. První almanach vyšel už v témže roce.
- Škola mnoho let pořádala mezinárodní festival středoškolských pěveckých sborů Opava Cantat. V roce 2005 se konal desátý ročník.
- V roce 2015 se studenti MGO zúčastnili mistrovství světa středních škol v atletice, které se konalo v čínském Wuhan. Obsadili 16. místo.
- V roce 2018 maturant Pavel Štěpánek zvítězil v celostátním kole SOČ v oboru fyzika a obdržel cenu Nadačního fondu Jaroslava Heyrovského.
- Od roku 2018 běží program zábavného portálu Autistic memes for MGO teens, který je spravován z řad studentů

## Charakteristika školy

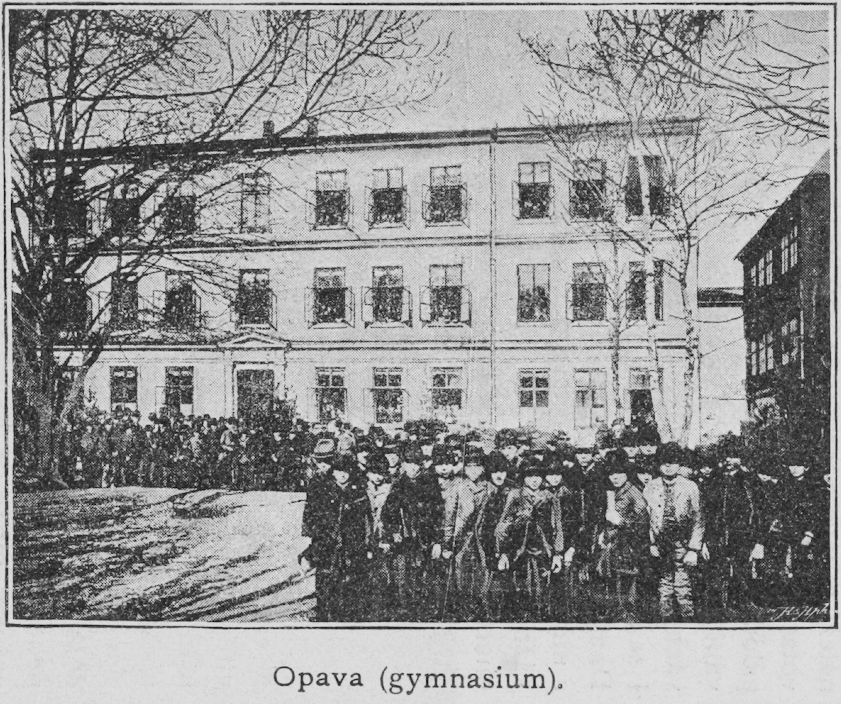
Matiční gymnázium v Opavě cca 1891 (foto Rudolf Bruner-Dvořák)

Gymnázium má 14 tříd čtyřletého studia a 8 tříd osmiletého studia, celkem asi 700 studentů. V současné době škola každoročně nabírá tři třídy čtyřletého studia a jednu třídu osmiletého studia. Na gymnáziu pracuje zhruba 70 pedagogů. Ředitelkou školy je od prosince 2018 Monika Klapková.

## Moderní výzvy lidstva
Od školního roku 2019–2020 pořádá Mendelovo gymnázium pro své studenty ve spolupráci s Fakultou veřejných politik Slezské univerzity v Opavě přednáškový cyklus Moderní výzvy lidstva, který se věnuje problematice velkých výzev současné doby. V rámci přednáškového cyklu vystoupila řada prominentních osobností českého veřejného života, včetně filosofa Jana Sokola, kněze a biologa Marka Orka Váchy, novináře Tomáše Němečka, generála Petra Pavla, lékaře Tomáše Šebka, filosofky Anny Hogenové, ekonoma Tomáše Sedláčka, nakladatele Jiřího Padevěta, jazykovědce Miroslava Černého a mnohých dalších. Přednáškový cyklus si klade za cíl přinášet diskusi o "geopolitických, klimatických a především etických problémů, které vznikají v souvislosti s exponenciálním technologickým rozvojem a které budou představovat velké téma během následujících let, ačkoliv se o nich ve školních lavicích diskutuje zatím málo."

## Významní absolventi gymnázia
- Stanislav Bernard – majitel pivovaru Bernard
- Petr Czudek – basketbalista
- Miroslav Černý - amerikanista a spisovatel
- Marie Duží – česká logička a profesorka
- Karel Engliš – národohospodář a politik
- Eduard Janota – ekonom, bývalý ministr financí
- Dan Jedlička – básník a překladatel
- Jiří Honajzer – místopředseda PS PČR
- Beáta Kaňoková – česká herečka
- Jiří Knapík – historik
- Tomáš Němeček – novinář
- Heliodor Píka – legionář a generál
- Bohdan Sláma – režisér
- Zbyněk Stanjura – politik ODS, od 2021 ministr financí ve vládě Petra Fialy
- Josef Šrámek – právník a politik
- Bohumil Tomášek – basketbalista
- Josef Vašica – literární historik
- Martin Wihoda – historik